# Joan Lluís Moraleda i Perxachs
Joan Lluís Moraleda i Perxachs (Santa Maria de Palautordera, 26 d'abril del 1943) és un compositor català, centrat especialment en la música per a cobla. També és director d'orquestra i intèrpret d'oboè. Del 2000 fins al 2016, va ser director de la Cobla Jovenívola de Sabadell.

## El compositor
Joan Lluís Moraleda va començar la seva carrera com a compositor de música lleugera, i com a arranjador per a altri, com La Trinca (el disc Ca barret!, 1973), Guillermina Motta (Guillermina Motta, 1979) i José Antonio Labordeta (Cantar y callar, 1974).
El 1986 el gran públic sardanista descobrí aquest compositor quan guanyà el premi Banyoles-Ceret pel poema Tirant lo Blanc, que en aquell moment causà un cert impacte en el món de la música per a cobla. Tanmateix, no era un nou vingut en aquest camp: Auca tràgica i mort del Plem era del 73, Suite segarrenca i On vas tu, rossinyol? del 78. En els anys a venir encetà una àmplia producció per a cobla, que li valgué nombrosos premis de composició. Així, el Premi Joaquim Serra el 1973, el Ciutat de Barcelona el 1977, el Memorial Francesc Basil del 1998 per la sardana Un nou alè de vida i l'Agustí Borgunyó del 2005. Va rebre el Premi SGAE de Sardanes 2007 amb la sardana Un tardorenc i assolellat diumenge.
A banda, Moraleda també ha compost peces de concert per a altres formacions diferents de la cobla, com orquestra de cambra, grup de gralles, banda... o per instruments solts, com piano, piano i tenora.
Els seus germans Albert i Jordi, i una neboda, Inés Moraleda també es dediquen a la música.

## Obres[calcitació]
- Cançons lleugeres amb lletra d'Eduardo Bartrina de Caso (1977): Alguna vez, Para él, Si yo me voy, Sin saberlo
- Rumbes amb lletra de J.M.Balaguer (1992): Así es María, Niña, Cante gitano al alba

- Adeste, fideles. Arranjament per a cor i orquestra d'aquesta nadala (1998)
- Apunta, Manolo, apunta: cha-cha.cha (1963), amb lletra de Daniel Clavero
- Com de la nit al dia (1989), cançó publicitària amb lletra de J.L.Gimeno
- Corrandes i passapeus (1991), per a tres gralles i timbal
- Divertiment per a corda (1992), per a orquestra de corda
- Divertimento para cuatro jóvenes músicos (1979), per a flauta, guitarra, piano i violoncel
- Estudi per a piano
- Himne oficial dels IV Jocs Petits Estats: Andorra '91 (1991), lletra de Maria del Carme Grau i Francesc Perarnau
- Marcha fresca!! (1981), rock amb lletra de M.Monfort i R.Boladeras
- El noi d'Holanda (1974), lletra de Jaume Picas, dedicada a Johan Cruyff
- El profeta (1987), orquestració de poemes de Gibran Khalil Gibran
- Romança (2000). Composta per a banda, l'autor l'ha adaptada posteriorment per a tenora i cobla, i per a tenora i piano.
- Queda más vida (1976), cançó amb lletra de Daniel Carbonell Casanovas. La van gravar Sergio y Estíbaliz
- Ta-ta-boom-boom (1974), banda sonora per a la pel·lícula de Marçal Moliné.[nota 3]
- Una veu per al món: Himne del II Congrés Internacional de la Llengua Catalana (1986), lletra de J.V.Foix

### Música per a cobla
- Antic ball de l'àliga de Barcelona, glossa. Instrumentada també per a cobla de Tres Quartans
- Auca tràgica i mort del Plem (1973), obra lliure per a cobla
- Una boa està paint un elefant (2002), obra lliure per a cobla i percussió
- Comiat (1988)
- Concert per a tres cobles (1988)
- D'aquí, d'allà, Dalí (2004), obra lliure per a cobla i guitarra
- De matèria orgànica (2005), suite
- El drac, el cavaller i la donzella (1998), poema per a tres cobles i percussió
- Eduard Toldrà, mestre de mestres (1996)
- Estany (1990), poema per a cor i cobla
- Fem realitat un somni, obra lliure per a cor i cobla, sobre temes de Manuel Saderra i Puigferrer
- Galop olímpic (1992), pas-doble per a la cerimònia d'obertura dels Jocs Olímpics de Barcelona
- La goja de Banyoles (2002), obra lliure per a dues cobles i percussió
- Impressions vilanovines (1996), per a piano i cobla
- En Joan de Serrallonga (1990), poema simfònic per a tres cobles
- Joguina (1988), fantasia concertant per a tible, tenora, fiscorn i cobla
- La Lloll, masurca
- Més enllà del camí, dedicada a Rafael Ferrer
- Nocturn a Ribes-roges (1996), obra lliure per a cobla i piano
- Ofrena a Manuel Saderra i Puigferrer (1988), glossa
- Ofrena a Mossèn Cinto (2002)
- L'ou còsmic (1998), obra lliure per a dues cobles, dedicada a Dalí
- La Patum (1996), obra lliure per a dues cobles
- Poema d'amor occità
- Quintet de cobla (2001)
- Rapsòdia per a piano i cobla (2004), coescrita amb José Henríquez
- Retaule mallorquí (1992), suite
- La rosa dels vents (2002), obra lliure
- Santjoanesca (1990), per a dues cobles
- Sirventesos berguedans, per a cor i cobla
- Suite dels Reis de Mallorca (2006), per a tenora i orgue
- Suite segarrenca (1978)
- Tirant lo Blanc: poema cavalleresc per a cobla (1986), petita simfonia en quatre temps. N'hi ha adaptació per a banda[2]
- Un tres de deu amb folre i manilles (1999), obra lliure
- Trincameró, suite per a tres tenores i cobla
- Carnaval del Vallespir (Ball de l'os) (2009) : ballet argumental per a cobla en un acte i quatre quadres. Idea i guió de Sebastià Vilanou. Coreografia de David Martínez. Estrenat per l'Esbart Sant Martí de Barcelona a l'Auditori.
- Les Goges del Montgrí (2013) : ballet fantàstic argumental per a cobla i percussions en un acte i tres quadres amb coreografia de Sebastià Vilanou, a petició del Grup Montgrí Dansa, de l'Associació Sardanista Continuïtat de Torroella de Montgrí
- Bolero de Sebastià (2013) : ballet per a cobla i percussions creat pel coreògraf Sebastià Vilanou. Estrenat pel Grup Montgrí Dansa, de l'Associació Sardanista Continuïtat de Torroella de Montgrí
- El Comte Arnau (2014): ballet argumental per a cobla i percussions en un acte amb coreografia de Sebastià Vilanou, a petició del Grup Montgrí Dansa, de l'Associació Sardanista Continuïtat de Torroella de Montgrí
- Aires Mallorquins (2015) : ballet per a cobla i percussions amb coreografia de Sebastià Vilanou, a petició del Grup Montgrí Dansa, de l'Associació Sardanista Continuïtat de Torroella de Montgrí
- A la Festa (2017) : ballet per a cobla i percussions amb coreografia de Sebastià Vilanou. Estrenat pel Grup Montgrí Dansa, de l'Associació Sardanista Continuïtat de Torroella de Montgrí
- La Bella Lola (2017) : ballet per a cobla i timbales amb coreografia de Sebastià Vilanou. Estrenat pel Grup Montgrí Dansa, de l'Associació Sardanista Continuïtat de Torroella de Montgrí

### Sardanes (selecció)
- A l'amic Fèlix (1994), per a 2 cobles
- A la clau de fa (1993), per a dos contrabaixos
- A trenc d'alba (1998), Premi Joaquim Serra
- Adéu, amic Ricard (2005)
- Als tres amics absents (1988), en record dels compositors Narcís Paulís, Rafael Ferrer i Josep M. Ruera, per a dues cobles i timbales
- Benvinguts (1992). Composta per a la cerimònia d'obertura dels Jocs Olímpics de Barcelona, lletra de Lluís Serrahima i Villavecchia, amb les veus de Montserrat Caballé i Josep Carreras.
- Les campanes de Breda (1995). Popularitzada per l'anunci televisiu de la Loto Ràpid
- Charlie Rivel, clown (2003), premi SGAE
- L'era dels monjos (2006)
- Fajol (1998), a Narcís Ferrer i Josefina Salgueda de la Flor de Fajol
- Homenatge a Manuel de Falla (1996) premi SGAE
- Ofrena a Josep Maria Ruera (2000)
- On vas tu, rossinyol? (1978)
- Pedra gentil (1996), lletra de Maria del Carme Perxachs i Pinós
- Per tu, Josep Maria (1990), dedicada a Josep Maria Bernat i Colomina, per a 2 cobles
- Les Rambles Barcelonines (1974), tríptic, guardonat amb el Premi Ciutat de Barcelona. Comprèn La Rambla de les flors, premi de la crítica Sardana de l'Any 1977, La Rambla dels Caputxins i La Rambla de Santa Mònica
- Recordant l'Agapit (1991), dedicada al compositor Agapit Torrent (?), per a 2 cobles
- Les Roquetes a l'Orfeó Català (1991)
- Terrassa, Ciutat pubilla 1998
- Ventdelplà (2006)